# Професионалац (филм из 1990)
„Професионалац” је југословенски ТВ филм из 1990. године.

## Улоге
| Глумац                | Улога      |
| --------------------- | ---------- |
| Данило Бата Стојковић | Лука Лабан |
| Богдан Диклић         | Теја Крај  |
| Неда Арнерић          | Марта      |
| Вања Јанкетић         | Лудак      |